# Open Content Alliance

Open Content Alliance Logo

Die Open Content Alliance (OCA) war ein Konsortium von Unternehmen, gemeinnützigen Organisationen und staatlichen Institutionen, das das Ziel verfolgt, ein freies Archiv von Texten und Multimediainhalten zu erstellen.
Die Open Content Alliance wurde 2005 von Yahoo und dem Internet Archive gegründet und ist als Konkurrenzunternehmen zu Google Book Search zu sehen. Die OCA sichert, anders als Google Books, die strikte Wahrung der Urheberrechte der Autoren zu.
Im Rahmen der Diskussion um das Google Book Settlement traten viele weitere Organisationen, etwa wichtige US-Bibliotheken und -Bildungseinrichtungen sowie die American Society of Journalists and Authors und die National Writers Union der Open Content Alliance bei.
Microsoft trat der Open Content Alliance im Oktober 2005 im Rahmen seines Live Book Search-Projekts bei. Im Mai 2008 kündigte Microsoft jedoch an, das Live Book Search-Projekt zu beenden und das Scannen von Büchern durch das Internet Archive nicht mehr zu finanzieren.
Bis Dezember 2008 hatte das Projekt Open Library 22,6 Millionen Bücher bibliografisch erfasst. 1.046.822 Werke liegen vollständig digitalisiert vor. Die Suche ist über das Internet Archive und Open Library möglich. 

## Beteiligte Organisationen
- Adobe Inc.
- American Society of Journalists and Authors
- Columbia University
- Emory University
- European Archive
- HP Labs
- Internet Archive
- Johns Hopkins University Libraries
- McMaster University
- Memorial University of Newfoundland
- Missouri Botanical Garden
- Microsoft Network – Bücher der British Library digitalisieren und für die eigene Buchsuche erschließen
- National Writers Union (USA)
- National Archives (United Kingdom)
- O’Reilly Verlag
- Open Library – bibliografische Datenbank
- Prelinger Archives
- Research Libraries Group (RLG) – Katalogisate von Büchern bereitstellen
- Rice University
- Smithsonian Institution Libraries
- University of British Columbia
- University of California
- Universität Ottawa
- University of Pittsburgh
- University of Toronto
- University of Virginia
- Yahoo
- York University

Das Biodiversity Heritage Library ist ein Kooperationsprojekt von:
- American Museum of Natural History
- Harvard University Botany Libraries
- Harvard University, Ernst Mayr Library of the Museum of Comparative Zoology
- Missouri Botanical Garden
- Natural History Museum, London
- The New York Botanical Garden
- Royal Botanic Gardens (Kew Gardens)
- Smithsonian Institution Libraries